# 山姜蓟马属
山姜蓟马属（学名：Amomothrips）为蓟马科的一个属。

## 下属物种
本属包括以下物种：
- Amomothrips associatus (Priesner, 1938)